# Dolmen de Ménez Lié
Le dolmen de Ménez Lié, appelé aussi dolmen de Menlié, est un dolmen situé sur la commune de Saint-Nic, dans le département français du Finistère.

## Historique
Le monument est mentionné sur la carte de Cassini sous la désignation d'« ancien temple des druydes » (sic). En 1850, Bachelot de la Pylaie est le premier à le mentionner sous le nom de « Men-Lié » et à en donner un représentation très fidèle dans son ouvrage Études archéologiques. Flagelle en 1876 et du Châtellier en 1907 le décrivent de manière très succincte dans leurs écrits respectifs. Au début du XXe siècle, le dolmen est représenté sur diverses cartes postales.

## Description
Dans son étal actuel, le dolmen est demeuré tel que l'a observé de la Pylaie. C'est un dolmen simple, constitué de trois orthostates et d'une dalle de chevet supportant une unique table de couverture. La table est en grès, elle mesure 2,60 m de longueur sur 1,75 m de largeur et 0,65 m d'épaisseur. La dalle de chevet est en schiste gréseux, elle mesure 1,20 m de hauteur hors-sol sur 1 m de largeur et 0,30 m d'épaisseur. Les trois autres dalles sont en grès et mesurent respectivement 1,10 m sur 0,70 m sur 0,45 m, 1,10 m sur 0,80 m sur 0,50 m et 1,10 m sur 0,60 m sur 0,28 m.

## Folklore
Le dolmen est parfois dénommé « Ar Bilig » (la poêle à crêpes) en raison de sa forme.